# 邱絹琇
邱絹琇，是台灣女性科學家，現任行政院原子能委員會主任工程師。她1976年畢業於台灣大學地質科學系，之後赴美深造1980年初取得伊利諾大學水文暨工程地質學碩士學位。畢業後，先後於美國海灣石油公司及ARCO石油公司從事油氣開採相關之研究及技術開發工作。1987年起任職於美國聯邦政府環保署參與地下水汙染防制專案，在任職期間中獲頒環保署銅牌獎及傑出成果獎。後來因家庭照顧因素，於1991年轉任美國能源部環境整治經理。1993年由於丈夫決定回台至台灣大學任教，決定一起返台，並受聘為行政院原子能委員會副研究員，1998年擔任聘用主任工程師至今。
另外也常常參與全球核能婦女會(WiNGlobal)、女科技人(TWiST)、婦女新知(Awakening)等女性組織活動。
邱絹琇於1993年七月代表台灣參與了全球核能婦女會(WiNGlobal)第一屆年會，因此台灣可以說是全球核能婦女會(WiNGlobal)的創會會員。並於1998-2004及2010-2016年間擔任全球核能婦女會(WiNGlobal)執行理事。
邱絹琇與台大地質系教授賈儀平在香檳結婚，婚後育有一子一女，但兒子在國小五年級因腦瘤辭世。為了懷念這喜歡聽相聲的兒子，在同屆同學畢業前夕，邀請了台北曲藝團表演說唱藝術，因著這樣的契機讓公館國小的學生啟發出對說唱藝術的興趣，直到今日甚至已經將此納入「藝術與人文深耕計畫」的課程中。邱絹琇與先生也因為這15年的奉獻，入圍「2015臺北市杏壇芬芳錄」中。